# Volpone

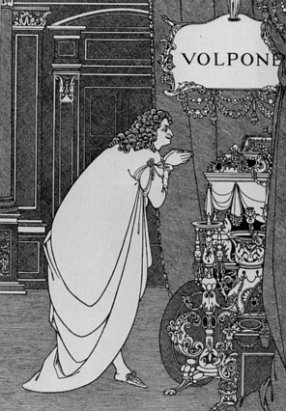
En illustration av Aubrey Beardsley från en 1898-upplaga av Volpone.

Volpone (Italienska: "den stora räven") är en pjäs av Ben Jonson som uppfördes första gången på våren 1606 i London. Pjäsen är en förväxlingskomedi och handlar om adelsmannen Volpone som försöker lura stadens folk att han är döende för att få dem att skänka honom dyrbara gåvor på hans "dödsbädd", i gengäld hoppas de bli inskrivna i hans testamente. Pjäsen är en skoningslös satir om girighet och synd i 1600-talets Venedig och anses vara en av den Jakobinska erans främsta komedier.

## Roller (i urval)
- Volpone (the "den stora räven") – en girig, barnlös adelsman från Venedig
- Mosca (flugan) – hans tjänare
- Voltore (gamen) – en advokat
- Corbaccio (the Carrion Crow) – en girig gammal snåljåp
- Bonario – Corbaccios son
- Corvino (korpen) – en köpman
- Celia – Corvinos fru
- Peregrine – en annan mer sofistikerad engelsk resenär
- Nano – en dvärg, följeslagare till Volpone
- Androgyno – en hermafrodit, följeslagare till Volpone
- Castrone – en eunuck, följeslagare till Volpone
- Avocatori – Venedigs domare

## Handling
Volpone är en adelsman och affärsman från Venedig som utger sig för att vara döende efter en längre tids sjukdom för att på så sätt kunna dupera Voltore, Corbaccio och Corvino som är efter hans arv. De anländer i tur och ordning med dyrbara gåvor med målet att få bli inskrivna i Volpones testamente. Mosca, Volpones assistent, uppmuntrar dem och får dem att tro att deras namn finns med i testamentet. Mosca lyckas även få Corbaccio att göra sin egen son arvlös till förmån för Volpone.
Mosca nämner i förbifarten att Corvinos fru Celia är vacker, och Volpone går för att träffa henne förklädd som charlatanen Scoto. Corvino kör iväg honom men Volpone är nu fullt besluten att få Celia till sin egen. Mosca berättar då för Corvino att Volpone behöver ha sex med en ung kvinna för att hjälpa honom att tillfriskna och att han kommer att bli mycket tacksam till den person som anskaffar denna kvinna. Corvino erbjuder då Celia.
Strax innan Corvino och Celia beräknas komma till det planerade mötet så anländer Corbaccios son Bonario i rätt ögonblick för komma på sin egen far som håller på att göra honom arvslös. Mosca skyndar in honom i ett sidorum. Volpone blir ensam tillsammans med Celia och efter att ha misslyckats med att förföra henne med löften om dyrbara gåvor och fantasier så försöker han våldföra sig på henne. Bonario ser detta och kommer fram ur sitt gömställe och räddar Celia. I den följande rättegångsscenen så blir emellertid sanningen skickligt begraven av Mosca, Volpone och alla de bedragna personerna.
Volpone insisterar nu på att förkläda sig till en officer och tillkännager att han har avlidit och lämnar hela sin förmögenhet till Mosca. Voltore, Corbaccio och Corvino blir rasande av detta besked och alla återkommer till rätten. Volpone, all vädjan till trots, misslyckas med att få Mosca att ge upp sin nya rikemansroll och han tvingas avslöja sin bluff för att rädda sig själv. Volpone, Mosca, Voltore, Corbaccio och Corvino blir alla straffade.

## Bearbetningar
Under 1918 använde Puccini temat att en man fejkar sin egen död i syfta att behaga sina vänner i Gianni Schicchi som är den tredje delen av Il Trittico.   
Volpone bearbetades av Jules Romains och Stefan Zweig i deras produktion från 1928. I deras version ändrades slutet så att Mosca fick behålla Volpones pengar. Den versionen användes senare av George Antheil i hans opera Volpone från 1953.
En senare operaversion av kompositören John Musto och librettoförfattaren Mark Campbell hade premiär i mars 2004 at the Barns at Wolf Trap to positive critical notices.
En kortvarig Broadwaymusikal från 1964 kallad Foxy förflyttade handlingen till Yukon under 1898 års guldrush.
Teateruppsättningen Sly Fox av Larry Gelbart är en uppdaterad version som utspelar sig i 1800-talets San Francisco och pjäsens ton är förskjuten från satir till fars.
The Honey Pot är en film från 1967 av Joseph Mankiewicz baserad på Volpone, med en romantisk sidohandling. Huvudrollerna spelas av Rex Harrison, Cliff Robertson och Maggie Smith.
1988 bearbetades pjäsen till en filmen Il Volpone av den italienska regissören Maurizio Ponzi. Filmen utspelar sig i Liguria under modern tid med Paolo Villaggio som Volpone och Enrico Montesano som Mosca.
Regissören Alexander Öberg satte sommaren 2007 upp Volpone på Parkteatern i Vitabergsparken i Stockholm. I denna version var persongalleriet förminskat, bland annat saknades Androgyno och Perigrino. Flera av de manliga rollerna spelades av kvinnor och rollen som Celia porträtterades av en man. Medverkande var Per Graffman (Volpone), Bengt Nilsson (Mosca), Peter Gardiner (Corbaccio), Malin Halland (Bonario), Marie Robertson (Corvino), Shebly Niavarani (Voltore), Jonas Kruse (Celia), Katarina Cohen (Avocatori 1)  och Susan Taslimi (Avocatori 2).